# Calamagrostis diffusa
Calamagrostis diffusa là một loài thực vật có hoa trong họ Hòa thảo. Loài này được (Keng) Keng f. mô tả khoa học đầu tiên năm 1984.